# Matka (divadelní hra)
Drama Matka je jedno z protiválečných antifašistických děl Karla Čapka z roku 1938.

## Děj
Vše se odehrává v anonymní vile v anonymní zemi, která však nápadně připomíná Španělsko. Děj je členěn do tří dějství a většinu textu obstarává matka. Zpočátku jsou mrtví dva členové rodiny – otec voják a nejstarší syn lékař. Matka jim vyčítá, že se nechali zabít. Otci pak vyčítá, že živé syny láká k sobě, že jí je bere. Během jednoho dialogu zahyne další z jejích synů a objeví se jako duch. Během revoluce opustí svět i dvojčata, každé na jiné straně barikády. Matce zbude poslední syn, avšak válka neustává a i on se rozhodne jít do boje za vlast. V tuto chvíli matku částečně opustí zdravý rozum, zamkne oba ve vile, Toniho ve sklepě a nechce ho nechat jít. Nakonec svolí, nikoliv však na přímluvu duchů, ale když slyší z rádia štkát jinou matku nad smrtí svých dětí ve válce a když ještě uslyší, že nepřátelští vojáci vraždí malé usmrkané děti. Hra končí, když matka podává Tonimu pušku a říká: „Jdi!“

## Postavy
- Matka
- Otec
- Ondřej
- Jiří
- Kornel
- Petr
- Toni
- Starý pán (dědeček z matčiny strany)

## Symbolika
Dílo je protiválečně zaměřené, potřeba obrany před nacistickým Německem, ale také se zde střetávají mužský a ženský pohled na svět.
- Mužský – Dosáhnout v životě něčeho velkého, slávy, udělat si jméno a pro toto položit i život.
- Ženský – Milovat a chránit svou rodinu.

## Uvedení hry v Národním divadle
- 12. února 1938 až 4. září 1938 (32 repríz), Národní divadlo a Stavovské divadlo

Režie: Karel Dostal
Scéna: Vlastislav Hofman
Hlavní role:

Matka: Leopolda Dostalová
Otec: Zdeněk Štěpánek

- 28. října 1945 až 4. července 1948 (42 repríz), Stavovské divadlo

Režie: Karel Dostal
Scéna: Vlastislav Hofman
Hlavní role:

Matka: Leopolda Dostalová
Otec: Miloš Nedbal

- 25. listopadu 1982 až 9. června 1985 (56 repríz), Tylovo divadlo

Režie: František Laurin
Scéna: Jan Dušek
Hlavní role:

Matka: Jiřina Petrovická

Otec: Radovan Lukavský

## Uvedení hry v dalších divadlech:

### Brno
- Premiéra: 8. dubna 2022 v divadle Reduta[3] [4]

Hraje se od 8. 4. 2022
Režie: Štěpán Pácl
Scéna: Antonín Šilar
Hlavní role:
- Matka: Tereza Groszmannová

- Otec: Tomáš Šulaj